# Chirosia spatuliforceps
Chirosia spatuliforceps este o specie de muște din genul Chirosia, familia Anthomyiidae. A fost descrisă pentru prima dată de Fan și Chu în anul 1982. Conform Catalogue of Life specia Chirosia spatuliforceps nu are subspecii cunoscute.